# Nematdżan Zakirow
Nematdżan Zakirow, kirg. i ros. Нематжан Закиров, (ur. 1 stycznia 1962 w Koczkorata, Kirgiska SRR) – kirgiski piłkarz, grający na pozycji pomocnika, trener piłkarski.

## Kariera piłkarska

### Kariera klubowa
W 1982 rozpoczął karierę piłkarską w klubie Ałga Frunze. W 1985 przeszedł do Ałaju Osz, ale po dwóch latach powrócił do Ałgi. W 1992 po rozpadzie ZSRR wyjechał do Bułgarii, gdzie bronił barw klubów Pirin Błagojewgrad i Lewski Kiustendił. W 1997 został piłkarzem kazachskiego FK Astana-64. W 1999 przeniósł się do Dżasztyk-Ak-Ałtyn Karasuu, ale nie rozegrał żadnego meczu i odszedł do Żetysu Tałdykorgan. W 2001 zakończył karierę piłkarską w SKA-PWO Biszkek.

### Kariera reprezentacyjna
W 1998 debiutował w reprezentacji Kirgistanu. Łącznie rozegrał 5 meczów i strzelił 1 gola.

## Kariera trenerska
Jeszcze będąc piłkarzem w 2000 rozpoczął karierę szkoleniową łącząc funkcje trenerskie w SKA-PWO Biszkek. Od 2003 do 2005 prowadził reprezentację Kirgistanu. W 2006 był delegowany na szkolenia trenerskie w Niemczech, a w czasie jego nieobecności, stanowisko głównego trenera reprezentacji zajmował Boris Podkorytow. W 2007 powrócił na stanowisko selekcjonera reprezentacji Kirgistanu. 23 maja 2008 z przyczyn słabych wyników został zdymisjonowany. W 2007 zdobył Puchar Kirgistanu z Abdysz-Ata Kant. W 2011 powrócił do kierowania Abdysz-Ata Kant. Na początku 2013 objął stanowisko głównego trenera odrodzonej Ałgi Biszkek, ale w końcu sezonu został zdymisjonowany. W kwietniu 2014 został mianowany na trenera chińskiej drużyny młodzieżowej z Urumczi.

## Sukcesy i odznaczenia

### Sukcesy klubowe
- mistrz Kirgistanu: 1983, 2000, 2001
- wicemistrz Wtoroj ligi ZSRR: 1983, 1988, 1989
- brązowy medalista Wtoroj ligi ZSRR: 1987, 1991
- zdobywca Pucharu Kirgistanu: 1992, 2000, 2001

### Sukcesy trenerskie
- mistrz Kirgistanu: 2000, 2001, 2002
- zdobywca Pucharu Kirgistanu: 2000, 2001, 2002, 2003, 2007[8].